# Бакланка (річка)
Бакланка (Густі лози) — мала річка (струмок) в Україні., у Вільхівській сільській громаді Харківського району та Чугуївській міській громаді Чугуївського району Харківської області, права притока річки Олего. 
Бере початок у східній частині села Сороківка (мікрорайон Сороківка-2), тече на північний схід і впадає в річку Олего на північно-західній околиці села Піщане. 
Річка Бакланка розташована на півночі Харківської області, в східній частині країни, в 400 км на схід від столиці — міста Київ. Бакланка створює невеличку водойму, впадає в  річку Олего (права притока Бабки), належить до басейну Сіверського Дінця, є частиною вододілу річки Дон.
У середній течії річки та в долині її правої притоки Глиняний яр знаходиться Піщаний ландшафтний заказник.

## Притоки
від витоку до гирла:
- Балка Губина - ліва притока[5]
- Глиняний яр - права притока[6]
- Верхній яр, балка Верхній лог - ліва притока [7]
- Балка Швецева - права притока[8]